# Friedrich Schwedenstein
Friedrich Schwedenstein (* 12. März 1770; † 20. August 1799; auch Friedrich Gruben) war ein deutscher Maler.

## Leben
Friedrich Schwedenstein war ein enger Freund von Novalis. Er studierte ab 1790 zunächst Rechtswissenschaften in Leipzig, wo er auch mit Novalis bekannt wurde und sich schließlich eine intensive Freundschaft zwischen beiden entwickelte. Ab 1793 übernahm Friedrich Schwedenstein den Geburtsnamen seiner Mutter und nannte sich in der Folge Friedrich Gruben, womit er auch seine naturalistischen Gemälde signierte.
Nach dem Fortgang von Novalis aus Leipzig verband beide weiterhin ein intensiver Briefkontakt. Wenn auch sein künstlerisches Schaffen generell eher unbeachtet blieb, so war Schwedensteins nicht erhaltenes Bild „Die Blaue Blume“ Grundlage für das entsprechende Symbol vieler romantischer Schriftsteller. Die Bekanntschaft mit Novalis war hierfür ausschlaggebend: Nachdem Friedrich Schwedenstein von dem Tod von Sophie von Kühn, der Verlobten von Novalis erfuhr, sendete er seinem Freund ein Aquarellgemälde, das vertrocknete blaue Kornblumen zeigte. Novalis, tief erschüttert vom Tod seiner Geliebten, griff dieses Symbol schließlich auf und verarbeitete es zunächst in seinem Roman Heinrich von Ofterdingen. In der Folge wurde die Blaue Blume zum zentralen Symbol der literarischen Romantik.
Friedrich Schwedenstein starb 1799 an Tuberkulose und wurde auf dem Alten Johannisfriedhof in Leipzig beigesetzt.
| Personendaten    | Personendaten            |
| ---------------- | ------------------------ |
| NAME             | Schwedenstein, Friedrich |
| ALTERNATIVNAMEN  | Gruben, Friedrich        |
| KURZBESCHREIBUNG | deutscher Maler          |
| GEBURTSDATUM     | 12. März 1770            |
| STERBEDATUM      | 20. August 1799          |